# Карр, Мэриэн
Мэриэн Карр (англ. Marian Carr), имя при рождении Мэрион Дорис Данн (англ. Marion Dorice Dunn; 6 июля 1926 — 30 июля 2003) — американская актриса кино и телевидения 1940—1950-х годов, а также модель. Иногда фигурировала в титрах как Мэрион Карр (англ. Marion Carr).
Среди 15 фильмов, в которых сыграла Карр, такие картины, как «Эта замечательная жизнь»(1946), «Дьявол едет автостопом» (1947), «Мир за выкуп» (1954), «Целуй меня насмерть» (1955), «Семеро маленьких Фоев» (1955), «Камера 2455, камера смертников»(1955), «Тем тяжелее падение» (1956) и «Ночной кошмар» (1956).

## Ранние годы и начало карьеры
Мэриэн Карр родилась 6 июля 1926 года в Провиденсе, Кентукки. Её имя при рождении было Мэрион Дорис Данн. Позднее она взяла фамилию своей мачехи — Карр.
В раннем подростковом возрасте вместе с семьёй она переехала в Чикаго, где начала выступать на сцене в школьном театре. После окончания школы у неё была успешная карьера в качестве модели. В 1946 году её избрали «самой красивой офисной работницей Чикаго». Скаут по поиску талантов обратил на неё внимание, и она отправилась в Голливуд .
После нескольких появлений на сцене Театра Пасадины в феврале 1946 года с ней почти мгновенно подписала контракт студия RKO Pictures. Вскоре она уже позировала в купальниках для своей первой пин-ап фотосессии в кинокарьере и рекламировала шоу антиквариата в Лос-Анджелесе.

## Карьера в кинематографе
В 1946 году Карр сыграла в двух короткометражных комедиях RKO Pictures — «Мужья-близнецы» (1946) и «Следуйте за этой блондинкой» (1946). В том же году она получила небольшую роль (без указания в титрах) в классическом фильме Фрэнка Капры «Эта замечательная жизнь». Затем последовала главная женская роль в тюремной мелодраме «Сан-Квентин» (1946). В этом фильме она сыграла Бетти Ричардс, подружку лидера лиги заключённых, вставших на путь исправления (Лоренс Тирни), которому поручено выследить сбежавшего из-под стражи члена лиги, который вновь встал на преступный путь. По мнению историка кино Ричарда Копера, для Карр «это была хорошая роль в фильме, который для своего времени казался жестоким». Год спустя она сыграла любящую жену молодого бизнесмена, которого берёт в заложники психопатический преступник (Лоуренс Трини) в фильме нуар «Дьявол едет автостопом» (1947). В финале картины появление героини Карр, отправившейся на поиски мужа, позволяет разоблачить преступника и снять возможные обвинения с её мужа.
В апреле 1948 года Карр вышла замуж за главу кондитерской компании Фредерика Леонарда Леви (англ. Fredderick Leonard Levy), и уехала вместе с мужем из Голливуда в Сан-Франциско, прервав свою карьеру. После рождения сына в 1952 году, она вскоре развелась и вернулась в Голливуд.
По возвращении Карр снялась в главной женской роли в малобюджетном вестерне студии Monogram Pictures «Северный патруль» (1953) . После этого режиссёр Роберт Олдрич снял её в главной женской роли в приключенческом фильме с Дэном Дьюриа «Мир за выкуп» (1954).. Однако, по словам Копера, «хотя в титрах она удостоилась специального упоминания и выглядела в картине очень сексуально, фильм не дал ей карьерного роста». По словам Карр, она не получила многие роли, потому что «директора по кастингу, похоже, считают, что я слишком сексуальна для гостиных». В 1954 году ей досталась одна из главных женских ролей цирковой артистки и возлюбленной одного из героев в малобюджетном цирковом нуаре студии Warner Bros. «Арена страха» (1954) с Пэтом О’Брайеном и Микки Спиллейном в главных ролях.
В 1955—1956 годах у Карр было много работы, в этот период она появилась в 8 фильмах. Олдрич задействовал Карр снова в фильме нуар «Целуй меня насмерть» (1955). В этой картине она сыграла сестру мафиози, и у неё было несколько сцен с исполнителем главной роли Ральфом Микером. Другими её фильмами 1955 года стали биографическая комедийная мелодрама с Бобом Хоупом «Семеро маленьких Фоев» (1955), где у неё была небольшая роль хористки (без упоминания в титрах), биографическая криминальная мелодрама «Камера 2445, камера смертников» (1955), где она сыграла главную женскую роль подружки гангстера (Уильям Кемпбелл), история взлёта и падения которого рассказывается в фильме, а также немецкая комедия «Ингрид, история фотомодели» (1955), где она сыграла небольшую роль одной из моделей.
В 1956 году у Карр было пять картин, в том числе боксёрский фильм нуар с Хамфри Богартом «Тем тяжелее падение» (1956), где она сыграла небольшую роль (без указания в титрах). Другими фильмами стали фильм нуар студии Republic Pictures «Когда гангстеры наносят удар» (1956), где у Карр была значимая роль второго плана, малобюджетный вестерн United Artists с Кентом Тейлором «Призрачный город» (1956), где Карр сыграла главную женскую роль, а также фильм ужасов Allied Artists с Лоном Чейни-младшим «Неуязвимый человек» (1956), где у Карр также была главная женская роль. После роли второго плана в нуарном триллере с Эдвардом Г. Робинсоном «Ночной кошмар» (1956) Карр завершила кинокарьеру, сосредоточив своё внимание на воспитании ребёнка.

## Карьера на телевидении
В 1953 году Карр вернулась в Голливуд и параллельно с кино начала работать на телевидении. В ноябре 1953 года обозреватель Эрскин Джонсон написал, что «телевидение нашло собственную Мерилин Монро. Её зовут Мэриэн Карр и она вместе с Диком Пауэллом раскалила экраны в эпизоде „Свидетель“ телесериала „Театр четырёх звёзд“ (1953), а также в других драматических шоу».
Всего с 1953 по 1963 год Карр сыграла в 18 эпизодах 14 различных телесериалов, среди которых «Витрина Вашего ювелира» (1953), «Письмо к Лоретте» (1953), «Чайна Смит» (1953), «Свистун» (1954), «Новые приключения Чайны Смта» (1954), «Великий Гилдерслив» (1954), «Шоу Реда Скелтона» (1955), «Миллионер» (1955), "Театр звёзд «Шеврон» (1956) и «Доктора» (1963).

## Актёрское амплуа и оценка творчества
Как написал историк кино Ричард Копер, «Карр обладала красивой внешностью и была грамотной актрисой, однако она так и не достигла уровня крупной звезды. Карр сыграла роли второго плана в парочке хороших фильмов категории А, но в остальном растратила себя на фильмы категории В». Наибольший вклад Карр внесла в жанр фильм нуар, сыграв в таких фильмах, как «Дьявол едет автостопом» (1947), «Целуй меня насмерть» (1955), «Ночной кошмар» (1956) и «Тем тяжелее падение»(1956).

## Личная жизнь
Карр трижды была замужем. С 1948 года вплоть до развода в 1953 году она была замужем за руководителем кондитерской компании Фредом Леонардом Леви (англ. Fred Leonard Levy). В марте 1952 года у пары родился сын Фредерик Лестер (англ. Frederick Lester). В 1958 году Карр вышла замуж за телепродюсера Лестера Линска (англ. Lester Linsk), этот брак также закончился разводом в 1969(по другим сведениям — в 1966) году. Третьим мужем Карр был Фрэнсис Джером Мейсон (англ. Francis Jerome Mason), с которым она прожила до своей смерти в 2003 году.

## Смерть
Мэриэн Карр умерла 30 июля 2003 года в возрасте 77 лет в Палм-Дезерт, Калифорния.

## Фильмография
| Год  |     | Русское название              | Оригинальное название                     | Роль                                 |
| ---- | --- | ----------------------------- | ----------------------------------------- | ------------------------------------ |
| 1946 | ф   | Сан-Квентин                   | San Quentin                               | Бетти Ричардс                        |
| 1946 | кор | Мужья-близнецы                | Twin Husbands                             | Гарриетт                             |
| 1946 | кор | Следуй за этой блондинкой     | Follow That Blonde                        |                                      |
| 1947 | ф   | Дьявол едет автостопом        | The Devil Thumbs a Ride                   | Дайан Фергюсон                       |
| 1947 | ф   | Эта замечательная жизнь       | It's a Wonderful Life                     | Джейн Уэйнрайт (в титрах не указана) |
| 1953 | ф   | Северный патруль              | Northern Patrol                           | девушка из Квебека                   |
| 1953 | с   | Театр четырёх звёзд           | Four Star Playhouse                       | Элис Дэна(1 эпизод)                  |
| 1953 | с   | Письмо к Лоретте              | Letter to Loretta                         | Дорин (1 эпизод)                     |
| 1953 | с   | Витрина вашего ювелира        | Your Jeweler's Showcase                   | разные роли (2 эпизода)              |
| 1953 | с   | Чайна Смит                    | China Smith                               | Аня Каренски (2 эпизода)             |
| 1954 | ф   | Арена страха                  | Ring of Fear                              | Валери Сент-Деннис                   |
| 1954 | ф   | Мир за выкуп                  | World for Ransom                          | Френнесси Марч                       |
| 1954 | с   | Театр звезд «Шлитца»          | Schlitz Playhouse of Stars                | Энн (1 эпизод)                       |
| 1954 | с   | Великий Гилдерслив            | The Great Gildersleeve                    | разные роли (2 эпизода)              |
| 1954 | с   | Новые приключения Чайна Смита | The New Adventures of China Smith         | разные роли (3 эпизода)              |
| 1954 | с   | Свистун                       | The Whistler                              | Пола Лейтон (1 эпизод)               |
| 1955 | ф   | Ингрид, история фотомодели    | Ingrid - Die Geschichte eines Fotomodells | манекенщица                          |
| 1955 | ф   | 2455, камера смертников       | Cell 2455, Death Row                      | куколка                              |
| 1955 | ф   | Целуй меня насмерть           | Kiss Me Deadly                            | Пятница                              |
| 1955 | ф   | Семеро маленьких Фоев         | The Seven Little Foys                     | хористка (в титрах не указана)       |
| 1955 | с   | Миллионер                     | The Millionaire                           | Вай Хэррингтон (1 эпизод)            |
| 1955 | с   | Шоу Рэда Скелтона             | The Red Skelton Show                      | секретарша (1 эпизод)                |
| 1955 | с   | Театр «Пепси-колы»            | The Pepsi-Cola Playhouse                  | (1 эпизод)                           |
| 1956 | ф   | Город-призрак                 | Ghost Town                                | Барбара Лейтон                       |
| 1956 | ф   | Неуязвимый человек            | Indestructible Man                        | Ева Мартин                           |
| 1956 | ф   | Ночной кошмар                 | Nightmare                                 | Мэдж Новик                           |
| 1956 | ф   | Когда бандиты наносят удар    | When Gangland Strikes                     | Хэйзел                               |
| 1956 | ф   | Тем тяжелее падение           | The Harder They Fall                      | Элис (в титрах не указана)           |
| 1956 | с   | Продюсерская витрина          | Producers' Showcase                       | египетская дама (1 эпизод)           |
| 1956 | с   | Театр звёзд «Шеврон»          | Chevron Hall of Stars                     | Нэнси (1 эпизод)                     |
| 1963 | с   | Доктора                       | The Doctors                               | миссис Гарделла (1 эпизод)           |